# Росликово
Росликово — деревня в Кирилловском районе Вологодской области.
Входит в состав Чарозерского сельского поселения, с точки зрения административно-территориального деления — в Чарозерский сельсовет.
Расстояние по автодороге до районного центра Кириллова — 72,5 км, до центра муниципального образования Чарозера — 12 км. Ближайшие населённые пункты — Дренево, Комлино, Сергеево.
По данным переписи в 2002 году постоянного населения не было.